# 石瀬村
石瀬村（いしぜむら）は、かつて新潟県西蒲原郡にあった村。1901年11月1日の合併によって消滅し、現在は新潟市西蒲区の一部となっている。
以下の記述は合併直前当時の旧石瀬村に関しての記述であり、現在では名称等が異なる場合がある。なお、ここに記述されていない内容に関しては新潟市などの記事を参照。

## 沿革
- 1889年（明治22年）4月1日 - 町村制施行に伴い西蒲原郡石瀬村、金池原新田が合併し、石瀬村が発足。
- 1901年（明治34年）11月1日 - 西蒲原郡岩室村、船越村と合併し、岩室村を新設して消滅。

## 地域
石瀬村は、合併した村名を継承する以下の大字で構成される。
石瀬（いしぜ）
1889年（明治22年）まであった石瀬村の区域。現在の新潟市西蒲区石瀬。
金池（かないけ）

1889年（明治22年）まであった金池原新田の区域。現在の新潟市西蒲区金池。